# Povijesno središte Makaa
Povijesno središte Makaa (kineski: 澳門歷史城區, portugalski: O Centro Histórico de Macau) je skupina od preko dvadeset lokaliteta koji svjedoče o jedinstvenoj asimilaciji i koegzistenciji kineske i portugalske kulture u gradu Makau (Kina), bivšoj portugalskoj koloniji. Zbog toga su oni upisani na UNESCO-ov popis mjesta svjetske baštine u Aziji i Oceaniji 2005. godine jer 
.

## Odlike
Ime "Makao" je dobio po hramu Ma-Kwok iz 14. stoljeća, koje je dao ime cijelom zaljevu, Ma-Ka Gao. Tada je on bio tek jedno od mnogih ribarskih mjesta u zaljevu koje su 1513. godine Portugalci obogatili slavnom Kantonskom tržnicom. Od 1557. godine je postao prvim i najdugotrajnijim europskim naseljem u istočnoj Aziji. 
U njegovom središtu se nalazi prva urbana ulica, Rua Direita, koja povezuje drevnu kinesku luke na jugu s kršćanskim gradom na sjeveru. Trg Barra, na kojemu se nalazi hram A-Ma (15. st.) je primjer kineske kulture inspirirane konfucijanizmom, taoizmom, budizmom i lokalnim narodnim vjerovanjima. Sam hram se posebno koristi za Kineskog proljetnog festivala, a sastoji se od ulaznog paviljona, slavoluka, molitvene dvorane, Dvorane dobročinstva, Dvorane Guanyin i budističkog paviljona. Sjeverno od njega nalaze se neoklasicističke Maurske barake (1874.) sa širokim verandama na granitnim platformama, u kojima su boravili policajci regrutirani iz Goe.
Trg Lilau je najstariji trg stambene četvrti Portugalaca, a na njemu se nalazi slavna Mandarinska kuća koja je pripadala slavnom kineskom književniku. Trg sv. Augustina su osnovali Augustinci iz Španjolske 1591. godine i još uvijek je središte istočne katoličke crkve. Barokno Sjemenište sv. Josipa je bio središte misionarstva u Kini, Japana i okolice. Kazalište Don Pedra V. (1860.), naoklasicistička građevina od opeke, je prvo zapadnjačko kazalište u Kini. 
Trg Leal Senado je glavni javni trg na kojem se nalazi Leal senat, dvokatna neoklasicistička građevina. U blizini je i Katedralni trg s Katedralom (obnovljena 1850.) i sjedištem Biskupije Makaa. Dalje prema sjeveru je Trg sv. Dominika s Dominikanskom crkvom (1587.), starim Kineskim bazarom i Sam Kai Vui Kun hramom, što svjedoči o snažnoj vjerskoj toleranciji u gradu. Na Trgu družbe Isusove nalaze se "Ruševine sv. Petra", ostaci Gospine crkve (Madre Dei) i Na Tcha hram.
Ostaci gradskih zidina (1569.), građenih od chunamboa (lokalni materijal od gline, pijeska, rižine slame, kamenja i školjaka kamenica, u više slojeva) nalazi se zapadno od brda Huma na kojemu se nalazi Utvrda. Ona je građena za obranu od napada s mora. U njezinoj blizini su vrtovi Camões i Crkva sv. Antuna, staro sjedište Britanske istočne prekomorske kompanije i protestantsko groblje mnogih važnih osoba.
Odvojeno područje starog grada je Utvrda Guia na istoimenom brdu, s Guia kapelom (1622.) svjetionikom (1885.) koji je najstariji svjetionik na Kineskom moru.
- Ruševine sv. Petra (Ruinas de Sao Paulo)
- Crkva sv. Augustina
- A-Ma hram
- Na Cha hram
- Sveti dom milosti (Santa Casa da Misericórdia)

## Vanjske poveznice
- Službena stranica  Arhivirana inačica izvorne stranice od 6. siječnja 2008. (Wayback Machine) (engl.)
- Panografije na 1001wonders.org  Arhivirana inačica izvorne stranice od 14. listopada 2009. (Wayback Machine) (engl.)